# Галанос, Константинос
Константинос Галанос (греч. Κωνσταντίνος Γαλανός, 13 июля 1984, Салоники) — греческий певец.

## Жизнеописание
Константинос Галанос родился в Салониках 13 июля 1984 года. Хотя его семья не имеет ничего общего с музыкой и песнями, Галанос ещё в раннем возрасте начинает учиться играть на бузуки, а затем на гитаре и фортепиано. Первое публичное выступление Константиноса было в театре. В возрасте 10 лет он играл и пел в мюзикле «Звуки музыки», получив важный опыт. Впоследствии начал музыкальную карьеру стал работать в качестве гитариста в ночном клубе в Салониках.
В 2007 году подписал свой первый контракт с Heaven Music и выпустил дебютный альбом под названием «Πρώτη επαφή» («Первый контакт»).
Зимой 2007—2008 года пел в ночном клубе «'ΓΟΡΓΟΝΕΣ ΚΑΙ ΜΑΓΚΕΣ» в Салониках.
Летом 2008 года Галанос переезжает в Афины, где выступал вместе с Никосом Вертисом в клубе Posidonio. Зимой 2008—2009 совместно с Никосом Куркулисом выступает в Афинах и Салониках.
Константинос Галанос сотрудничал также с Плутархосом, Христиной Колеца, Ангеликой Илиади.
14 февраля 2012 года выпустил свой третий альбом «Ας χάνω αγάπη» («Мы теряем любовь»). Несколько песен альбома быстро стали широко известными, среди них «Να πας» («Уходи»), «Τηλέφωνο» («Телефон»), «Για σένα μόνο» («Только для тебя»), «Έξω απ’ την πόρτα μου» («За моими дверями»). В феврале 2012 года певец записывает новую песню «Τα 7 θαύματα» («7 чудес»).
В марте 2012 года Галанос пошёл служить в армию.

## Дискография

### Альбомы
- 2007 — Πρώτη επαφή / Первый контакт
- 2009 — Θα Με Ζητάς / Ты спросишь меня
- 2010 — Αχ Καρδιά Μου / О мое сердце
- 2012 — Ας Χάνω Αγάπη / Мы теряем любовь

### Синглы
- 2011 — Να Πας / Уходи
- 2011 — Για σένα μόνο / Только для тебя
- 2013 — Θυμησέ μου τ΄ονομά σου / Напомни мне свое имя
- 2013 — Στα πατώματα / На этажах
- 2014 — Εδώ Θα Κοιμηθώ / Я буду спать здесь
- 2014 — Μή Μου Λές / Не говори мне
- 2014 — Τα δικά μου τραγούδια / Моя собственная песня
- 2015 — Ανησυχώ / Я беспокоюсь
- 2015 — Σήκωσέ Το / Возьми это
- 2015 — Για Πιο Μεγάλα Πάμε / Давай больше
- 2015 — Τέλειωσες Για Μένα / Ты сделал для меня
- 2016 — Αν Δε Μου Πεις Καλημέρα / Если ты не скажешь мне доброе утро
- 2016 — Δεν έχω άλλο ουρανό / У меня нет другого рая
- 2017 — Κάποια γιορτάζει / Некоторые празднуют
- 2017 — Ήρθες σαν όνειρο / Ты пришла как мечта
- 2018 — Παλιοκόριτσο / Плохая девочка
- 2019 — Για μια ματιά / За один взгляд
- 2019 — Πληγωμένος Αετός / Раненый орел
- 2020 — Σκόνη / Пыль
- 2020 — Τσιγγάνα / Цыганка
- 2021 — Για Σένα / Для тебя